# Fenalen
Fenalen, také nazývaný 1H-fenalen, je polyaromatický uhlovodík s třemi aromatickými kruhy v jedné molekule. Podobně jako mnoho dalších polyaromatických uhlovodíků je významnou znečišťující látkou vznikající při spalování fosilních paliv.

## Reakce
Fenalen může být deprotonován methoxidem draselným za vzniku fenalenylového aniontu.